# Жуков, Иннокентий Николаевич
Инноке́нтий Никола́евич Жу́ков (1875—1948) — знаменитый скульптор-самоучка, педагог-новатор, литератор, видный деятель скаутского движения в Российской империи и один из основателей пионерского движения в СССР.

## Биография
Родился 5 (17) октября 1875 года в посёлке Горный Зерентуй (Забайкалье, район Нерчинского завода). Он был пятым ребёнком (из восьми) в семье титулярного советника, управляющего Горно-Зерентуйским рудником Николая Михайловича Жукова и Агрипины (Агрофены) Афанасьевны Савинской. В возрасте 12 лет отправлен был в Читу, где учился в гимназии, в которой его звали Кешей. В период учёбы он увлекался литературой, писал стихи, что и определило в дальнейшем выбор высшего учебного заведения. Здесь же он серьёзно увлёкся рисованием, лепкой из глины и вырезанием из дерева фигурок птиц, зверей и людей.
В 1895 году поступил на историко-филологический факультет Петербургского университета. Во время учёбы женился на землячке Александре Ивановне Рындиной, с которой в 1900—1908 годах нажил четверых детей. Из-за репрессий по политическим мотивам диплом об окончании университета получил с некоторой задержкой в 1902 году. Сразу по получении диплома стал преподавать географию в коммерческом училище-гимназии Столбова. С тех пор преподавание географии стало его профессией на всю жизнь, вплоть до выхода на персональную пенсию в конце 1931 года. В 1917—1921 годах преподавал в гимназии Читы и служил инструктором отдела единой школы в Минпросе Дальневосточной республики. Последним местом его работы была школа №41 Бауманского РОНО Москвы, где он с 1925 года преподавал географию в старших группах.
Как педагог и любимец учащейся молодёжи, прославился своими многочисленными новациями и активным участием в детском движении, сначала скаутов, а потом пионеров. Само слово «пионер» для участников детского движения советского периода было предложено именно им. На этом поприще был известен как старший друг разведчиков России, секретарь общества «Русский скаут» и обладатель единственного в своём роде почётного звания старшего пионера РСФСР. В стремлении воспитывать у своих подопечных чувства интернационализма выучил сам и пропагандировал среди учащихся вспомогательный язык международного общения эсперанто. Этот язык он упоминал и в своих книгах для детей. Некоторые его произведения издавали в переводе на эсперанто, иногда с параллельным текстом на русском.
Никогда не оставлял и своё любимое занятие лепкой. Получить законченное образование в этой области не имел возможности, но брал уроки лепки и рисования урывками в Академии художеств в Санкт-Петербурге, а потом в Париже (в Академии Эмиля Антуана Бурделя), куда выехал в 1912 году по стипендии, выхлопотанной друзьями и почитателями его таланта. Первая мировая война прервала эти уроки, но он продолжал самосовершенствование в свободное от педагогики время и добился значительных успехов и известности в своей стране и Европе. Особенно этому способствовали его участие в осенних выставках в Санкт-Петербурге (в галерее П. Ауэра) и массовый выпуск художественных фотооткрыток с изображением его скульптурных работ.
Широкая известность его нашла отражение и в статьях о нём в ряде энциклопедических изданий. Исследованию его творчества посвящена статья видного эсперантиста Н. В. Некрасова. Имеются главы о нём в ряде диссертационных работ по педагогике, однако глубокого профессионального искусствоведческого исследования его скульптурных работ пока не проводилось. Также  отсутствует научное исследование, обобщающее его богатейшее педагогическое наследие.
Являлся членом МОСХ, а в 1945 году был награждён медалью «За доблестный труд в Великой Отечественной войне». Умер в Москве 5 ноября 1948 года, похоронен на Введенском кладбище (23-й участок).

## Общественно-педагогическая деятельность
С 1901 года работал в Петербургском коммерческом училище Шрекника учителем географии.
С 1906 года принимал участие в «Осенних выставках» в Петербургском пассаже.
С 1912 по 1914 годы учился в Париже в студии скульптора Эмиля Бурделя — ученика Огюста Родена. Именно во время поездки в Париж впервые познакомился с пионерингом Сетона-Томпсона (хотя в скаутском движении, согласно Баден-Пауэллу, пионеринг — это строительство мостов из брусьев, шестов и подручных материалов, в Русской императорской армии военнослужащих инженерных частей называли «пионерами», но в США и Канаде пионер — это не только сапёр и мостостроитель, но первый на новых землях, первопроходец, в идеале — рыцарь, наводящий мосты с природой, с другими культурами и поколениями, см. роман американского сатирика Фенимора Купера «Пионеры» и концепция пионеринга Сетона-Томпсона акцентировала именно этот момент, а не оперативную военную разведку, как Баден-Пауэлл) со скаутским движением. По возвращении в Петербург в 1914 году снова начал преподавать, а также продолжил создание скульптур и активно включился в создание скаутских организаций в России, редактировал журнал «Петроградский скаут», перерабатывал книгу основателя мирового скаутского движения Баден-Пауэлла Scouting for Boys.
Летом 1914—1915 годов жил под Петроградом, руководил отрядом скаутов. В 1916 году опубликовал книгу «Русский скаутизм» и стал секретарём петербургского отделения всероссийского общества «Русский скаут». В своих «Кратких сведениях о русской организации юных разведчиков», следуя Сетону-Томпсону, писал, что скаут — не военный разведчик, а «пионер культуры». Считал, что скаут — это «альтруист» и даже «рыцарь, который ищет, кому помочь».
В 1918 году в Чите предложил организовать путешествие по Забайкалью. Собрав около тысячи ребят от 10 до 14 лет он объявил о создании экспедиционного корпуса. Его задачей было подготовиться и провести великое путешествие через Забайкальскую область. С приближением отрядов Семёнова к Чите распустил детский экспедиционный корпус.
Позже, на 33-м заседании научно-педагогической секции главного учёного совета Наркомпроса в Москве сделал доклад «О бойскаутизме». В 1921 году написал открытое письмо «старшего друга скаутов» ко всем скаутмастерам, борющимся за новую педагогику и за новые методы внешкольного воспитания детей РСФСР.
В 1922 году участвовал в работе с детьми при ЦК комсомола и Наркомпросе в Москве и стоял у истоков пионерского движения. Работая учителем географии в 1922 году участвовал в создании пионерского отряда на базе двух ЮК-скаутских отрядов, состоящих из учащихся опытной школы при государственном институте физической культуры в Бауманском районе Москвы. Ввёл название «пионеры» для участников новой детской организации, девиз «Будь готов!» и ответное «Всегда готов!», а также костёр на пионерском значке и пионерский галстук — треугольный лоскут алой материи. 23 марта 1923 года стал членом главквартиры юных пионеров (ЦБ ЮП) и ему было присвоено звание старшего пионера республики.
В середине 1924 года, в обстановке начавшейся политизации работы пионерской организации, отошёл от практического сотрудничества с детским движением. После того, как он перестал быть старшим пионером Российской Федерации, продолжил заниматься скульптурой и написанием книг для детей, пропагандируя нравственные принципы пионеров и в образной форме раскрывавшие организацию длительной игры с детьми: «Путешествие звена „Красной звезды“ в страну чудес» (1924) и «Мёртвый огонь (приключения юных пионеров в Египте)» (1926). Принимал участие в проведении первого всесоюзного слёта пионеров в Москве (август 1929).
В 1931 году ушёл на пенсию. По ходатайству Пролетарского РК ВКП(б), поддержанного Н. К. Крупской, ему была назначена персональная пенсия. В 1936—1937 годах вступил в переписку с Р. Ролланом. В августе 1940 года встречался с героем Советского Союза известным полярником К. С. Бадигиным по вопросам дальнейшего развития пионерского движения в стране. В том же году на встрече в ЦК ВЛКСМ предлагал вернуться к методике системы скаутинга («патрульной системе»), а в ноябре он работал над проектом «Положение о детской коммунистической организации им. В. И. Ленина».
В ноябре 1940 года разработал проект «Положения о детской коммунистической организации». В 1941 году стал слушателем Университета марксизма-ленинизма, который окончил после перерыва, связанного с войной, в 1946 году.
В 1923 году в журнале «Барабан» (Москва) была напечатана его повесть «Путешествие звена пионеров в страну чудес». В 1924—1927 годах опубликовал серию статей о практике пионерского движения, а в 1928 году — книгу «Мёртвый огонь» (о приключениях пионеров в Египте). В 1929 году участвовал в 1-м слёте пионеров, в 1930 году провёл работу по подготовке слёта просвещенцев Бауманского района столицы, получил 1-ю премию за ударничество. С 1931 года по приглашению Н. К. Крупской стал сотрудником Государственного учёного совета (ГУС) по работе над школьными программами. Автор пособия «Начинающий скульптор», проекта совершенствования пионерской организации «Положение о детской коммунистической организации им. В. И. Ленина», «Хроники рода Жуковых» (1946). Творческие достижения его высоко оценили современники: И. Е. Репин, О. Роден, М. Горький, Р. Роллан, А. В. Луначарский, Л. Н. Толстой, С. Т. Коненков, Н. К. Крупская и др.
Его произведения хранятся в Русском музее (Санкт-Петербург), Пензенской картинной галерее, художественных музеях Иванова, Иркутском областном художественном музее им. В. П. Сукачёва, в ЧОХМ и ЧОКМ. В музее истории народного образования читинской области ему посвящён стенд (Г. А. Баркин, Е. Г. Иманакова).
Наиболее значимый комплекс его документальных материалов хранится в Российском государственном архиве литературы и искусства (РГАЛИ. Ф. 2042) и в Музее истории детского движения ГБПОУ «Воробьевы горы».